# Ferdinand Chalandon
Pour les articles homonymes, voir Chalandon.
Ferdinand Chalandon (né à Lyon le 10 février 1875 et mort le 31 octobre 1921 à Lausanne) est un historien français.

## Biographie
Spécialiste de l'Empire byzantin, ancien élève de l'École des chartes et membre de l'École française de Rome (1899-1901), il est notamment connu  pour ses études concernant les Normands d'Italie méridionale.
L'une des principales œuvres de Ferdinand Chalandon s'intitule Histoire de la domination normande en Italie et en Sicile. Cet ouvrage concernant la période normande du sud de l'Italie (1016-1194) reste, bien qu'écrit au début du XXe siècle, une référence importante à la disposition des historiens et des passionnés de cette période. En 1909, il reçoit pour cet ouvrage le Grand Prix Gobert de l'Académie française.

## Publications principales
- Essai sur le règne d'Alexis Ier Comnène (1081-1118). Paris : A. Picard, 1900 (lire sur le site Gallica de la BnF).
- La diplomatique des Normands de Sicile et de l'Italie méridionale. Mélanges d'archéologie et d'histoire de l'École française de Rome, 1900.
- Numismatique des Normands en Sicile, 1903.
- Histoire de la domination normande en Italie et en Sicile. Paris : A. Picard, 1907. Tomes I & II - (trad. italienne : Storia della dominazione normanna in Italia ed in Sicilia, 3 vol., Alife, 1999-2001).

- Prix Gobert 1908 de l'Académie des inscriptions et belles-lettres.
- Jean II Comnène, 1118-1143, et Manuel I Comnène, 1143-1180. Paris : A. Picard & Fils, 1912.
- Histoire de la Première Croisade jusqu'à l'élection de Godefroi de Bouillon, Paris, A. Picard, 1925, 380 p.